# Bioley-Orjulaz
Bioley-Orjulaz (toponimo francese) è una località del comune di Assens del Canton Vaud, nel distretto del Gros-de-Vaud.

## Storia
Orjulaz era noto nel XII secolo come Oriola. Nel 1516, Bioley-Orjulaz venne menzionato come Biolley orjeux.

## Monumenti e luoghi d'interesse

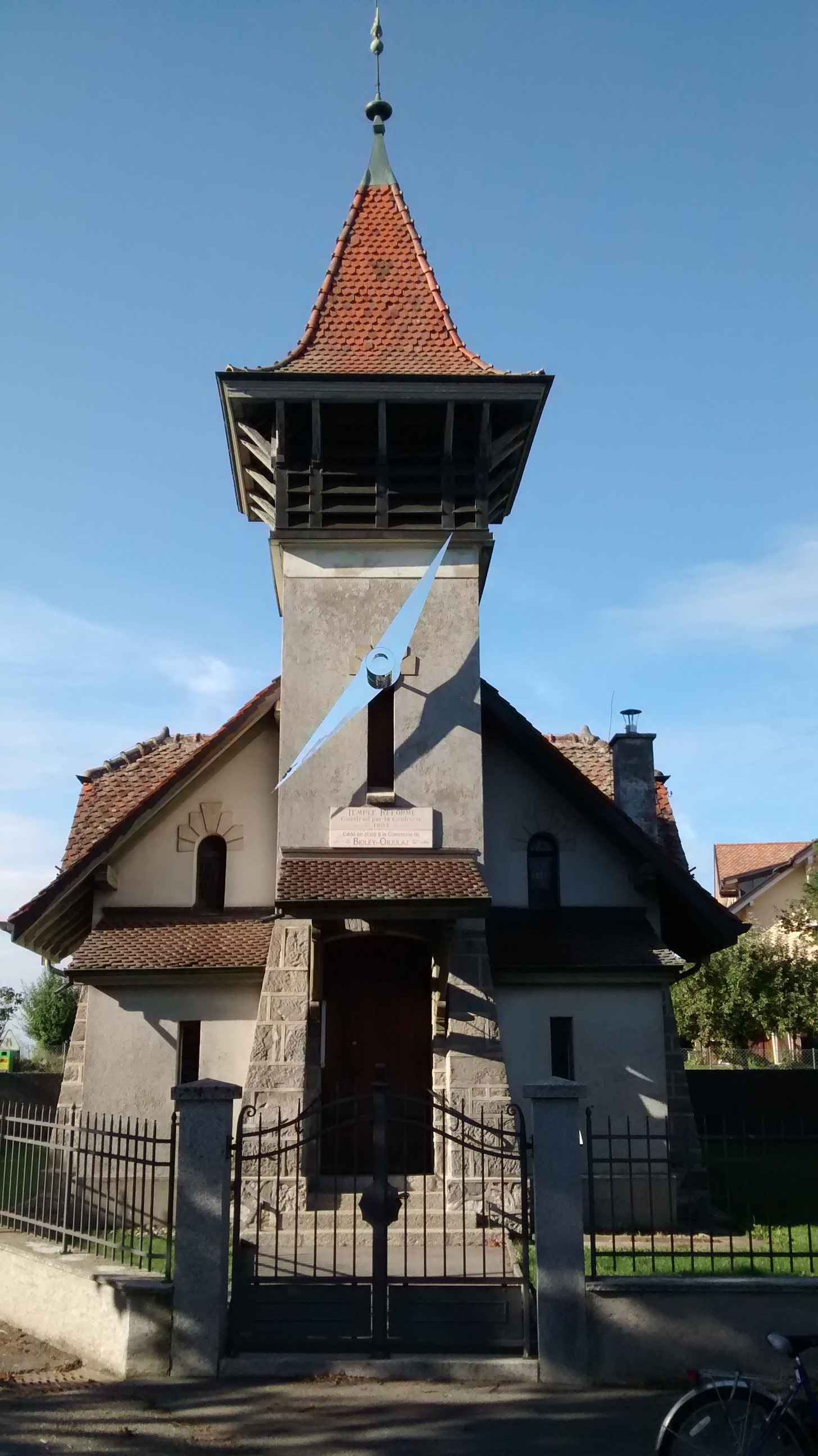
La cappella

- Cappella riformata, eretta nel 1903[1].

## Società

### Evoluzione demografica
L'evoluzione demografica è riportata nella seguente tabella:
Abitanti censiti

## Amministrazione
Ogni famiglia originaria del luogo fa parte del cosiddetto comune patriziale e ha la responsabilità della manutenzione di ogni bene ricadente all'interno dei confini del comune.